# 15009 Johnwheeler
A 15009 Johnwheeler (ideiglenes jelöléssel (15009) 1998 QF27) egy kisbolygó a Naprendszerben. A LINEAR projekt keretében fedezték fel 1998. augusztus 24-én.